# Astomaspis tristis
Astomaspis tristis är en stekelart som först beskrevs av André Seyrig 1952.  Astomaspis tristis ingår i släktet Astomaspis och familjen brokparasitsteklar. Inga underarter finns listade.